# 멜라네시아

멜라네시아 지도

멜라네시아(영어: Melanesia)는 오세아니아 중에서 아라푸라해, 오스트레일리아의 북쪽 및 북서쪽까지에 이르는 지역을 일컫는다. 이 용어는 1832년 폴리네시아와 미크로네시아로부터 멜라네시아 섬들의 소수 민족 및 지리적 구별을 하기 위한 목적으로 뒤몽 뒤르빌에 의해 처음 사용되었다.
멜라네시아는 본래 "검은 섬들"이라는 의미로, 이러한 이름은 원주민인 멜라네시아인들이 검은 피부를 가지고 있다는 점에서 유래하였다. 멜라네시아인은 과거 오스트레일리아 인종이라는 더 큰 분류에 속하기도 하였으나 부정확성으로 인해 오늘날에는 잘 사용되지 않는다.

## 멜라네시아의 나라와 지역
| 이름         | ISO 3166-1 | 면적(km2) | 인구(명)   | 인구밀도(명/km2) | 수도         |
| ------------ | ---------- | --------- | ---------- | ---------------- | ------------ |
| 멜라네시아   |            |           |            |                  |              |
| 피지         | FJ         | 18,270    | 856,346    | 46.9             | 수바         |
| 파푸아뉴기니 | PG         | 462,840   | 5,172,033  | 11.2             | 포트모르즈비 |
| 솔로몬 제도  | SB         | 28,450    | 494,786    | 17.4             | 호니아라     |
| 동티모르     | TL         | 15,007    | 1,040,880  | 69               | 딜리         |
| 바누아투     | VU         | 12,200    | 240,000    | 19.7             | 포트빌라     |
| 합계         | 합계       | 1,040,672 | 11,215,087 | 10.8             |              |

### 멜라네시아의 일부로 포함
- 말루쿠주와  북말루쿠주 (말루쿠 제도)[2] - 정치적으로는 인도네시아의 일부이다.
- 누벨칼레도니[b] – 프랑스의 자치 해외 영토
- 파푸아주[a]와  서파푸아주[a] – 뉴기니의 서부는 정치적으로 인도네시아의 일부로 되어있으나 멜라네시아의 일부로 여겨진다. 자유 파푸아 운동이라고 불리는 분리주의 운동이 이 지역에서 활동 중이다.

몇몇 멜라네시아 지역들은 여러 국제 기구의 회원이 되어 있다. 파푸아뉴기니, 솔로몬 제도, 그리고 바누아투는 영연방의 국가이다. 피지, 파푸아뉴기니, 솔로몬 제도, 그리고 바누아투도 멜라네시아 스피어헤드(en:Melanesian Spearhead Group) 그룹의 구성원이다.

## 같이 보기
- 오세아니아
- 오스트레일리아 인종
  - 멜라네시아인
  - 파푸아인